# ニア・アリ
ニア・シファーティヒー・アリ（Nia Sifaatihii Ali、1988年10月23日 - ）は、アメリカ合衆国の陸上競技選手。 ペンシルベニア州ノリスタウン生まれ、同州フィラデルフィア出身。ハードル走と七種競技を専門とする。

## 陸上選手としての経歴
高校時代は2年間を陸上競技に、1年間をバスケットボール・ソフトボールに捧げた。2006年にナイキ室内アメリカ選手権で大会新記録8秒36（60mH）を樹立するなどの成績を残した。2007年、テネシー大学に進学、サウスイースタン・カンファレンスで七種競技の覇者となった。2008年に南カリフォルニア大学へ転校したが、怪我のため目立った成績を残せず、2009年はNCAA選手権で七種競技4位に入賞した。2010年は留年のため競技を一時中断、2011年にNCAA選手権100mHに出場、追い風参考記録（風速2.1m/s）ながら12秒63をマークした。同年、中国・深圳で開かれたユニバーシアードにアメリカ代表として出場、12秒85で金メダルを獲得する。
2013年、ニューメキシコ州アルバカーキで開かれた全米室内選手権で60mHに出場、7秒93で優勝を果たす。さらに同年の全米選手権で世界選手権の出場権を獲得、アメリカ記録保持者ブリアナ・ローリンズを脅かす存在として注目を浴びた。その世界選手権では、決勝進出はならなかったものの、準決勝10位の成績を収めた。
2014年、ポーランド・ソポトで開催された世界室内選手権で金メダルを獲得する。ロンドンオリンピック金メダリストのサリー・ピアソンやティファニー・ポーターといった強力なライバルを破っての貴重な1勝となり、ピアソンはオーストラリア放送協会（ABC）の取材に対し、ニアの勝利を称賛するコメントを寄せた。金メダル確実と思われたピアソンを破ったことで、IAAFワールドチャレンジミーティングスの1戦であるメルボルントラッククラシックでの再戦が注目されたが、ニアは同大会へ出場しないことを表明した。

## 個人的な経歴
高校と大学で2度転校を経験しており、高校はニュージャージー州プレザントビルのプレザントビル高校（Pleasantville High School）からフィラデルフィアの西カトリック準備高校（West Catholic Preparatory High School）へ、大学はテネシー大学から南カリフォルニア大学へ転校した。大学では心理学を専攻した。
2009年に父アリーム・アリ（Aleem Ali）が3人の家族と愛人を殺害し、自殺するという衝撃的な事件に直面し精神を病んでしまうが、心理学者に心のケアを受けたことと母や祖母を見習うことで2011年春に復活し、世界レベルで争えるハードラーに成長した。